# 天使たちの課外活動
『天使たちの課外活動』（てんしたちのかがいかつどう）は、茅田砂胡による日本のライトノベル。イラストは鈴木理華が担当している。C★NOVELSファンタジア（中央公論社）より2011年7月から刊行されている。ストーリーは『クラッシュ・ブレイズ』の後に続く作品で、前作から約1年が経過している。

## あらすじ
「14歳からは課外活動が出来るんだよ」というルウの言葉で、3天使は一緒に課外活動を始めることにした。そこへ、ある事情から知り合った留学生・ライジャが加わり、一般市民を目指す面々の周囲はさらに騒がしくなる。

## 登場人物
『暁の天使たち』『クラッシュ・ブレイズ』の登場人物が混在する為、彼らのより詳しい所在については各該当作品を参考。
- 声はドラマCD『紅蓮の夢』より。

リィ（ヴィッキー・ヴァレンタイン）
声 - 桑島法子
『暁の天使たち』（初出は『デルフィニア戦記』。以下同様）からの登場人物。人間として生まれながら人狼に育てられた過去を持つ、ルウの相棒。実際の年齢は20歳だが、ルウの力で14歳の頃の姿になっている。連邦大学に中学生として籍を置く。ラー一族からは、かつて一族が滅ぼした古き神々の三人の長の一人「太陽の神」の生まれ変わりと信じ込まれ、ルウほどではないがそれなりに恐れられている。対外的にはヴィッキー・ヴァレンタインと名乗るが、シェラやライジャには例外的にリィと呼ばせている。
世間一般の人間では相手にならないほど高い身体能力を持つが、スポーツとしての格闘技や棒術は選手として参加することを拒むなど、目立つことを嫌っている。だが、前年度まで寮長を務めていたハンスや同じ寮で暮らしていたファビエンヌといった上級生の一部は、金銀天使の異名を取るリィやシェラの中身を知るがゆえに、彼らを頼ってくることがある。
基本的に甘いものは苦手だが、テオドールの卵タルトは「…ほんとだ。甘い」「ーけど、美味い」と言って食べた。
シェラ・ファロット
声 - 小林ゆう
『暁の天使たち』からの登場人物。リィが別の世界から連れてきたリィの従者。ファロット一族の一人にして最後の長。リィ同様、ルウの力で14歳の頃の姿になっている。連邦大学に中学生として籍を置く。かつてラー一族が滅ぼした古き神々の三人の長の一人「月の神」の生まれ変わりと信じ込まれているが、通常は異能の力を使えないため、ルウやリィほど恐れられていない。
現在は髪が肩口ほどまで伸びている。手芸や料理が得意なため女子生徒の友人も多い。
ルウ（ルーファス・ラヴィー）
声 - 立花慎之介
『暁の天使たち』からの登場人物。一番年が若いラー一族で、リィの相棒。連邦大学に大学生として籍を置く。ラー一族からは古き神々の三人の長の一人「闇の神」の生まれ変わりと信じ込まれ、恐れられている。
シェラ以上に料理や手芸が上手い。惑星トゥルークの「大いなる闇」と同一とされ、トゥルークの人が自分を見るたびに崇拝のため跪くことにうんざりしている。
レティシア・ファロット
『暁の天使たち』からの登場人物。シェラには嫌われている。ルウが生き返らせたファロット一族の一人。ルウの力で実年齢より若返っている。現在大学の医学部と高校を掛け持ちして勉強している。
ヴァンツァー・ファロット
『暁の天使たち』からの登場人物。ルウが生き返らせたファロット一族の一人。やはりルウの力で実年齢より若返っている。生き返ってからは、知識を吸収することに貪欲になっており、高校生として勉学に勤しんでいる。前作で知り合った少女・ビアンカ・ローリンソンとはよい友人関係を築く。
ライジャ・ストーク・サリザン
本作からの登場人物。キャンベル大学神学部に籍を置く。惑星トゥルークからの留学生で高位の僧侶。長い白髪を垂らし、浅黒い肌に民族衣装を纏い、特徴的な刺青を顔や身体に施している、ルウと同い年の青年。故郷では高校教師の免許も取っているという。常人よりもはるかに鋭い勘や、高い身体能力を持ち、同じように勘が鋭く人間離れした部分を持つリィとは感覚が近い。ある事情からリィたちと知り合い、大学・寮の違う3天使と行動を共にするようになる。なお、3天使が「闇」「太陽」「月」であることをあっさりと見破っている。
アドレイヤ・サリース・ゴオラン
本作からの登場人物。ライジャの師匠で高位の僧侶。現在40代くらいで、サリザンの位を受けたのは16歳の時だという。彼も連邦大学に留学していた経験があり、その時に起きた出来事をライジャに語っていた。現在の総合学長が恩師。ライジャの手紙で「大いなる闇」が人として学生生活を送っていることを知り、中央政府の会議に出席する前に大学惑星を訪れた。ライジャとともに短編「大いなる闇が来た」にも登場する。
ビアンカ・ローリンソン
『クラッシュ・ブレイズ』からの登場人物。約1年前の事故によって失明していたが、『ファロットの休日』でのヴァンツァーの働きもあり視力を取り戻した。両親含め、ヴァンツァーの見た目や言動に耄碌しない稀有な存在。

## 既刊一覧
- 茅田砂胡（著）・鈴木理華（イラスト） 『天使たちの課外活動』 中央公論新社〈C★NOVELSファンタジア〉、既刊10巻（2023年6月21日現在）
  1. 2011年7月28日発売[2]、ISBN 978-4-12-501160-8
  2. 「ライジャの靴下」2012年3月25日発売[3]、ISBN 978-412-501192-9
  3. 「テオの日替り料理店」2013年3月25日発売[4]、ISBN 978-412-501242-1
  4. 「アンヌの野兎」2014年8月10日発売[5]、ISBN 978-412-501288-9
  5. 「笑顔の代償」2015年3月31日発売[6]、ISBN 978-412-501335-0
  6. 「テオの秘密のレストラン」2018年8月9日発売[7]、ISBN 978-412-501378-7
  7. 「ガーディ少年と暁の天使（上）」2021年3月23日発売[8]、ISBN 978-412-501430-2
  8. 「ガーディ少年と暁の天使（下）」2021年4月20日発売[9]、ISBN 978-412-501432-6
  9. 「極光城の魔法使い」2022年7月19日発売[10]、ISBN 978-4-12-501454-8
  10. 「レティシアの奇跡」2023年6月21日発売[11]、ISBN 978-412-501469-2